# Campeonato Maranhense de Futebol de 2023 - Segunda Divisão
A Segunda Divisão do Campeonato Maranhense de Futebol foi a 23ª edição da competição organizada pela Federação Maranhense de Futebol. A competição garante duas vagas para o Campeonato Maranhense de 2024.

## Regulamento

### Fase Preliminar
Na Fase Preliminar, os três clubes se enfrentam em turno e returno, num total de quatro partidas para cada clube. O líder e o vice-líder da fase preliminar garantem vaga para a fase principal. 

### Fase de Grupos
As oito equipes foram divididas em dois grupos por proximidade regional, que se enfrentam dentro de seus grupos, em jogos de ida e volta, com seis rodadas no total. Os dois primeiros colocados de cada avançam às semifinais. 

### Fase Final

#### Semifinal
Nas semisfinais, os jogos serão disputados no formato ida e volta, com o líder de cada grupo enfrenta o vice-líder do outro. Qualquer empate no placar agregado leva a decisão da vaga na final para os pênaltis.

#### Final
Já a grande final da competição será disputada em jogo único, com sorteio de mando do confronto, em caso de empate, leva a decisão do título para os pênaltis. 

## Equipes Participantes
| Baixa | Equipes rebaixadas da Série A de 2022 |

## Pré-Série B
| Pos | Equipe         | Pts | J | V | E | D | GP | GC | SG  | Classificado   |  | SLU | SQT | EXP |
| --- | -------------- | --- | - | - | - | - | -- | -- | --- | -------------- |  | --- | --- | --- |
| 1   | São Luís-MA    | 7   | 4 | 2 | 1 | 1 | 10 | 2  | +8  | Fase de Grupos |  | —   | 0–1 | 5–0 |
| 2   | Santa Quitéria | 7   | 4 | 2 | 1 | 1 | 6  | 2  | +4  | Fase de Grupos |  | 1–1 | —   | 0–1 |
| 3   | Expressinho    | 3   | 4 | 1 | 0 | 3 | 1  | 13 | −12 |                |  | 0–4 | 0–4 | —   |

## Fase de Grupos

### Grupo A
| Pos | Equipe     | Pts | J | V | E | D | GP | GC | SG | Classificado |     | TUN | IMP | ITZ | BAC |
| --- | ---------- | --- | - | - | - | - | -- | -- | -- | ------------ | --- | --- | --- | --- | --- |
| 1   | Tuntum     | 12  | 6 | 3 | 3 | 0 | 13 | 6  | +7 | Fase Final   |     | —   | 3–1 | 4–0 | 2–1 |
| 2   | Imperatriz | 11  | 6 | 3 | 2 | 1 | 12 | 6  | +6 | Fase Final   |     | 2–2 | —   | 2–1 | 2–0 |
| 3   | ITZ Sport  | 5   | 6 | 1 | 2 | 3 | 6  | 15 | −9 |              |     | 2–2 | 0–5 | —   | 1–1 |
| 4   | Bacabal    | 3   | 6 | 0 | 3 | 3 | 3  | 7  | −4 |              | 0–0 | 0–0 | 1–2 | —   |     |

### Grupo B
| Pos | Equipe         | Pts | J | V | E | D | GP | GC | SG | Classificado     |     | TUP | TIM | SQT | SLU |
| --- | -------------- | --- | - | - | - | - | -- | -- | -- | ---------------- | --- | --- | --- | --- | --- |
| 1   | Tupan          | 13  | 6 | 4 | 1 | 1 | 9  | 3  | +6 | Quartas de final |     | —   | 3–0 | 2–0 | 2–1 |
| 2   | Timon          | 10  | 6 | 3 | 1 | 2 | 14 | 11 | +3 | Quartas de final |     | 2–1 | —   | 1–2 | 2–1 |
| 3   | Santa Quitéria | 7   | 6 | 2 | 1 | 3 | 9  | 15 | −6 |                  |     | 0–0 | 3–8 | —   | 3–1 |
| 4   | São Luís-MA    | 4   | 6 | 1 | 1 | 4 | 7  | 10 | −3 |                  | 0–1 | 1–1 | 3–1 | —   |     |

## Fase Final
Em itálico, os times que possuem o mando de campo no primeiro jogo do confronto e em negrito os times classificados.
|  | Semifinais | Semifinais | Semifinais | Semifinais |   |        | Final | Final |
|  |            |            |            |            |   |        |       |       |
|  | Timon      | 2          | 0          | 2          |   |        |       |       |
|  | Tuntum     | 2          | 3          | 5          |   |        |       |       |
|  | Tuntum     | 2          | 3          | 5          |   | Tuntum | 3     |       |
|  |            |            |            |            |   | Tuntum | 3     |       |
|  |            | Imperatriz | 1          |            |   |        |       |       |
|  | Imperatriz | Imperatriz | 1          | 3          | 4 | 7      |       |       |
|  | Imperatriz |            |            | 3          | 4 | 7      |       |       |
|  | Tupan      | 0          | 2          | 2          |   |        |       |       |

## Premiação
| Campeonato Maranhense de 2023 - Segunda Divisão |
| Tuntum                                          |
| ----------------------------------------------- |
| Tuntum Campeão (1.º título)                     |